# Gennadi Kiselyov
Gennadi Romanovich Kiselyov (tiếng Nga: Геннадий Романович Киселёв; sinh ngày 3 tháng 1 năm 1999) là một cầu thủ bóng đá người Nga. Anh thi đấu cho F.K. Krylia Sovetov Samara.

## Sự nghiệp câu lạc bộ
Anh có màn ra mắt tại Giải bóng đá chuyên nghiệp quốc gia Nga cho F.K. Lada-Togliatti vào ngày 14 tháng 4 năm 2016 trong trận đấu với FC Chelyabinsk.